# Danh sách cầu thủ tham dự giải vô địch bóng đá U-17 thế giới 1993
Đây là danh sách các đội hình tham dự Giải vô địch bóng đá U-17 thế giới 1993.

## Bảng A

### Nhật Bản
Huấn luyện viên:  Tadatoshi Komine
| Số | Vt | Cầu thủ            | Ngày sinh (tuổi)            | Số trận | Câu lạc bộ                           |
| -- | -- | ------------------ | --------------------------- | ------- | ------------------------------------ |
| 1  | TM | Takuya Ito         | 30 tháng 12, 1976 (16 tuổi) |         | Yokohama Marinos Youth               |
| 2  | HV | Michiyasu Osada    | 5 tháng 3, 1978 (15 tuổi)   |         | Yomiuri FC Youth                     |
| 3  | HV | Naoki Matsuda      | 14 tháng 3, 1977 (16 tuổi)  |         | Maebashi Ikuei High School           |
| 4  | HV | Kazuhiro Suzuki    | 16 tháng 11, 1976 (16 tuổi) |         | Funabashi Municipal High School      |
| 5  | HV | Tsuneyasu Miyamoto | 7 tháng 2, 1977 (16 tuổi)   |         | Gamba Osaka Youth                    |
| 6  | HV | Jun Hashimoto      | 19 tháng 10, 1976 (16 tuổi) |         | Touhoku Gakuin High School           |
| 7  | TĐ | Takayuki Yoshida   | 14 tháng 3, 1977 (16 tuổi)  |         | Takigawa Daini High School           |
| 8  | TV | Taro Ichiki        | 1 tháng 9, 1976 (16 tuổi)   |         | Yomiuri FC Youth                     |
| 9  | TĐ | Hiroshi Sakai      | 19 tháng 10, 1976 (16 tuổi) |         | Yokkaichi Chuo Technical High School |
| 10 | TV | Nobuyuki Zaizen    | 19 tháng 10, 1976 (16 tuổi) |         | Yomiuri FC Youth                     |
| 11 | TĐ | Hidetoshi Nakata C | 22 tháng 1, 1977 (16 tuổi)  |         | Nirasaki High School                 |
| 12 | TM | Kiyomitsu Kobari   | 12 tháng 6, 1977 (16 tuổi)  |         | Yomiuri FC Youth                     |
| 13 | TV | Makoto Ishimoto    | 11 tháng 1, 1977 (16 tuổi)  |         | Numata High School                   |
| 14 | TĐ | Yuzo Funakoshi     | 12 tháng 6, 1977 (16 tuổi)  |         | Kunimi High School                   |
| 15 | TV | Naoya Saeki        | 18 tháng 12, 1977 (15 tuổi) |         | Yomiuri FC Youth                     |
| 16 | TĐ | Satoshi Fujita     | 23 tháng 9, 1976 (16 tuổi)  |         | Tokushima Municipal High School      |
| 17 | TV | Kazuyuki Toda      | 30 tháng 12, 1977 (15 tuổi) |         | Toin Gakuen High School              |
| 18 | TĐ | Takuya Kajikawa    | 14 tháng 12, 1976 (16 tuổi) |         | Takatsuki Minami High School         |

### Ghana
Huấn luyện viên:  Isaac Paha
| Số | Vt | Cầu thủ          | Ngày sinh (tuổi)            | Số trận | Câu lạc bộ            |
| -- | -- | ---------------- | --------------------------- | ------- | --------------------- |
| 1  | TM | Ali Jarra        | 4 tháng 10, 1976 (16 tuổi)  |         | Hearts of Oak         |
| 2  | HV | Robert Oduro     | 27 tháng 6, 1977 (16 tuổi)  |         | Cornerstones          |
| 3  | HV | Sebastian Barnes | 18 tháng 11, 1976 (16 tuổi) |         | Bayer Leverkusen      |
| 4  | HV | Samuel Kuffour   | 3 tháng 9, 1976 (16 tuổi)   |         | Torino                |
| 5  | HV | Emmanuel Opoku   | 14 tháng 11, 1976 (16 tuổi) |         | Afienya               |
| 6  | HV | Mark Edusei      | 29 tháng 9, 1976 (16 tuổi)  |         | King Faisal           |
| 7  | TĐ | Joseph Fameye    | 19 tháng 10, 1978 (14 tuổi) |         | Afienya               |
| 8  | TV | Daniel Addo      | 6 tháng 11, 1976 (16 tuổi)  |         | Bayer Leverkusen      |
| 9  | TĐ | Essuman Dadzie   | 5 tháng 8, 1976 (17 tuổi)   |         | Dawu United           |
| 10 | TĐ | Seth Twumasi     | 10 tháng 12, 1976 (16 tuổi) |         | King Faisal           |
| 11 | TĐ | Emmanuel Duah    | 14 tháng 11, 1976 (16 tuổi) |         | Torino                |
| 12 | TV | Nii Welbeck      | 3 tháng 10, 1976 (16 tuổi)  |         | Okwawu United         |
| 13 | TV | Daniel Armah     | 30 tháng 8, 1976 (16 tuổi)  |         | Ghapoha               |
| 14 | HV | Gabriel Antwi    | 13 tháng 10, 1978 (14 tuổi) |         | Neoplan Stars         |
| 15 | HV | Mohammed Muftawu | 17 tháng 11, 1978 (14 tuổi) |         | Liberty Professionals |
| 16 | TM | James Nanor      | 12 tháng 8, 1976 (17 tuổi)  |         | Afienya               |
| 17 | TĐ | Kenneth Sarpong  | 7 tháng 8, 1978 (15 tuổi)   |         | Cornerstones          |
| 18 | TM | Samuel Addo      | 20 tháng 10, 1976 (16 tuổi) |         | Great Olympics        |

### Ý
Huấn luyện viên:  Sergio Vatta
| Số | Vt | Cầu thủ                | Ngày sinh (tuổi)            | Số trận | Câu lạc bộ     |
| -- | -- | ---------------------- | --------------------------- | ------- | -------------- |
| 1  | TM | Gianluigi Buffon       | 28 tháng 1, 1978 (15 tuổi)  |         | Parma          |
| 2  | HV | Francesco Coco         | 8 tháng 1, 1978 (15 tuổi)   |         | Milan          |
| 3  | HV | David Giubilato        | 13 tháng 9, 1976 (16 tuổi)  |         | Torino         |
| 4  | HV | Nicola Calabro         | 10 tháng 8, 1976 (17 tuổi)  |         | Lazio          |
| 5  | HV | Enrico Morello         | 11 tháng 1, 1977 (16 tuổi)  |         | Parma          |
| 6  | HV | Fabrizio Stringardi    | 16 tháng 9, 1976 (16 tuổi)  |         | Torino         |
| 7  | TĐ | Carmelo Augliera       | 2 tháng 2, 1977 (16 tuổi)   |         | Milan          |
| 8  | TV | Nicola Ferrarini       | 9 tháng 1, 1977 (16 tuổi)   |         | Parma          |
| 9  | TĐ | Francesco De Francesco | 21 tháng 9, 1977 (15 tuổi)  |         | Milan          |
| 10 | TV | Dario Dossi            | 2 tháng 2, 1977 (16 tuổi)   |         | Brescia        |
| 11 | TĐ | Francesco Totti C      | 27 tháng 9, 1976 (16 tuổi)  |         | Roma           |
| 12 | TM | Marco Casagrande       | 17 tháng 8, 1976 (17 tuổi)  |         | Brescia        |
| 13 | HV | Luca Gallipoli         | 8 tháng 8, 1976 (17 tuổi)   |         | Torino         |
| 14 | TV | Vincenzo Caccavale     | 9 tháng 8, 1976 (17 tuổi)   |         | Torino         |
| 15 | TV | Luca Vigiani           | 25 tháng 8, 1976 (16 tuổi)  |         | Fiorentina     |
| 16 | HV | Davide Venturelli      | 25 tháng 11, 1976 (16 tuổi) |         | Torino         |
| 17 | TV | Alberto Bernardi       | 15 tháng 6, 1977 (16 tuổi)  |         | Torino         |
| 18 | TV | Andrea Ferlino         | 1 tháng 10, 1977 (15 tuổi)  |         | Internazionale |

### México
Huấn luyện viên:  Juan Manuel Álvarez
| Số | Vt | Cầu thủ          | Ngày sinh (tuổi)            | Số trận | Câu lạc bộ    |
| -- | -- | ---------------- | --------------------------- | ------- | ------------- |
| 1  | TM | Hugo Olmedo      | 26 tháng 10, 1976 (16 tuổi) |         | América       |
| 2  | HV | Jorge Betancourt | 9 tháng 8, 1976 (17 tuổi)   |         | América       |
| 3  | HV | Carlos García    | 24 tháng 12, 1976 (16 tuổi) |         | UNAM          |
| 4  | HV | Raúl Chabrand    | 11 tháng 10, 1976 (16 tuổi) |         | Monterrey     |
| 5  | HV | Miguel Carreón   | 6 tháng 9, 1976 (16 tuổi)   |         | UNAM          |
| 6  | HV | Manuel Reyes     | 22 tháng 8, 1976 (16 tuổi)  |         | Cruz Azul     |
| 7  | TV | José Martínez    | 20 tháng 8, 1976 (17 tuổi)  |         | Cruz Azul     |
| 8  | TV | Hugo Chávez      | 16 tháng 10, 1976 (16 tuổi) |         | Veracruz      |
| 9  | TV | Arturo Tagle     | 11 tháng 8, 1977 (16 tuổi)  |         | América       |
| 10 | TV | Edgar Santa Cruz | 13 tháng 1, 1977 (16 tuổi)  |         | América       |
| 11 | TĐ | Samuel Torres    | 7 tháng 10, 1976 (16 tuổi)  |         | Necaxa        |
| 12 | TM | Alfredo Toxqui   | 24 tháng 12, 1976 (16 tuổi) |         | Guadalajara   |
| 13 | TĐ | Edgar García     | 1 tháng 9, 1977 (15 tuổi)   |         | UNAM          |
| 14 | TĐ | José Prieto      | 10 tháng 4, 1977 (16 tuổi)  |         | Atlas         |
| 15 | TV | Carlos Cortés    | 15 tháng 2, 1977 (16 tuổi)  |         | Guadalajara   |
| 16 | TĐ | Enrique López    | 12 tháng 10, 1976 (16 tuổi) |         | Santos Laguna |
| 17 | TV | Arturo Lomelí    | 26 tháng 10, 1976 (16 tuổi) |         | Guadalajara   |
| 18 | TV | Arturo Ortega    | 30 tháng 8, 1976 (16 tuổi)  |         | UNAM          |

## Bảng B

### Úc
Huấn luyện viên:  Les Scheinflug
| Số | Vt | Cầu thủ            | Ngày sinh (tuổi)            | Số trận | Câu lạc bộ                    |
| -- | -- | ------------------ | --------------------------- | ------- | ----------------------------- |
| 1  | TM | Paul Lapić         | 23 tháng 10, 1976 (16 tuổi) |         | Adelaide Croatia              |
| 2  | HV | Andrew McDermott   | 24 tháng 3, 1977 (16 tuổi)  |         | St. George                    |
| 3  | HV | Darren Sime        | 12 tháng 1, 1977 (16 tuổi)  |         | Australian Institute of Sport |
| 4  | HV | Dragi Nastevski    | 26 tháng 1, 1977 (16 tuổi)  |         | Victorian Institute of Sport  |
| 5  | HV | David Ristevski    | 24 tháng 11, 1976 (16 tuổi) |         | Australian Institute of Sport |
| 6  | TV | Paul Bilokapić     | 8 tháng 8, 1976 (17 tuổi)   |         | Sydney Croatia                |
| 7  | TV | Roberto Gómez      | 14 tháng 9, 1976 (16 tuổi)  |         | Marconi Stallions             |
| 8  | TV | Andy Vargas        | 3 tháng 7, 1977 (16 tuổi)   |         | Victorian Institute of Sport  |
| 9  | TĐ | Sebastian Naglieri | 31 tháng 10, 1976 (16 tuổi) |         | Australian Institute of Sport |
| 10 | TĐ | Jonathon Carter    | 12 tháng 8, 1976 (17 tuổi)  |         | Australian Institute of Sport |
| 11 | TV | Giovanni Carbone   | 30 tháng 7, 1977 (16 tuổi)  |         | Perth Italia                  |
| 12 | HV | Malcolm Mielak     | 25 tháng 9, 1976 (16 tuổi)  |         | Parramatta Eagles             |
| 13 | HV | Hayden Foxe C      | 23 tháng 6, 1977 (16 tuổi)  |         | Blacktown City                |
| 14 | TV | Nick Bosevski      | 2 tháng 12, 1976 (16 tuổi)  |         | Marconi Stallions             |
| 15 | TV | Milan Gajić        | 3 tháng 11, 1976 (16 tuổi)  |         | Parramatta Eagles             |
| 16 | TV | Anthony Alvos      | 11 tháng 11, 1976 (16 tuổi) |         | Lismore Workers               |
| 17 | TĐ | Joseph Tricarico   | 24 tháng 11, 1976 (16 tuổi) |         | Victorian Institute of Sport  |
| 18 | TM | Jason Blackney     | 17 tháng 12, 1976 (16 tuổi) |         | Australian Institute of Sport |

### Argentina
Huấn luyện viên:  Reinaldo Merlo
| Số | Vt | Cầu thủ              | Ngày sinh (tuổi)            | Số trận | Câu lạc bộ         |
| -- | -- | -------------------- | --------------------------- | ------- | ------------------ |
| 1  | TM | José Burtovoy        | 6 tháng 11, 1976 (16 tuổi)  |         | Ferro Carril Oeste |
| 2  | HV | Fabricio Fuentes     | 13 tháng 10, 1976 (16 tuổi) |         | Newell's Old Boys  |
| 3  | HV | Federico Domínguez   | 13 tháng 8, 1976 (17 tuổi)  |         | Vélez Sársfield    |
| 4  | HV | Milton Acosta        | 3 tháng 12, 1976 (16 tuổi)  |         | Ferro Carril Oeste |
| 5  | TV | Rodrigo Vilariño     | 7 tháng 10, 1976 (16 tuổi)  |         | River Plate        |
| 6  | HV | Norberto Orrego      | 21 tháng 12, 1976 (16 tuổi) |         | Racing Club        |
| 7  | TĐ | Nicolás Diez         | 9 tháng 2, 1977 (16 tuổi)   |         | Argentinos Juniors |
| 8  | TV | Andrés Grande        | 29 tháng 10, 1976 (16 tuổi) |         | Argentinos Juniors |
| 9  | TĐ | Leonardo Biagini     | 13 tháng 4, 1977 (16 tuổi)  |         | Newell's Old Boys  |
| 10 | TĐ | Mauro Cantoro        | 1 tháng 9, 1976 (16 tuổi)   |         | Vélez Sársfield    |
| 11 | TV | Kurt Lutman          | 11 tháng 9, 1976 (16 tuổi)  |         | Newell's Old Boys  |
| 12 | TM | José Ramírez         | 3 tháng 2, 1977 (16 tuổi)   |         | San Lorenzo        |
| 13 | TV | Ariel Ruggeri        | 19 tháng 8, 1976 (17 tuổi)  |         | Newell's Old Boys  |
| 14 | TV | José Manuel Moreiras | 19 tháng 9, 1976 (16 tuổi)  |         | Rosario Central    |
| 15 | TĐ | Emiliano Romay       | 25 tháng 2, 1977 (16 tuổi)  |         | Independiente      |
| 16 | TV | Rubén Cantero        | 9 tháng 11, 1976 (16 tuổi)  |         | Boca Juniors       |
| 17 | TV | Pablo Rodríguez      | 7 tháng 3, 1977 (16 tuổi)   |         | Argentinos Juniors |
| 18 | HV | Fernando Della Sala  | 6 tháng 10, 1976 (16 tuổi)  |         | Rosario Central    |

### Canada
Huấn luyện viên:  Bert Goldberger
| Số | Vt | Cầu thủ            | Ngày sinh (tuổi)            | Số trận | Câu lạc bộ          |
| -- | -- | ------------------ | --------------------------- | ------- | ------------------- |
| 1  | TM | Joe Ciaravino      | 26 tháng 10, 1976 (16 tuổi) |         | North York Azzurri  |
| 2  | HV | Denis Peeman       | 12 tháng 8, 1976 (17 tuổi)  |         | British Columbia    |
| 3  | HV | Matt Mahoney       | 16 tháng 2, 1977 (16 tuổi)  |         | Malton Bullets      |
| 4  | HV | Milan Kojić        | 7 tháng 10, 1976 (16 tuổi)  |         | Malton Bullets      |
| 5  | HV | Chris Craveiro     | 17 tháng 1, 1977 (16 tuổi)  |         | Victoria            |
| 6  | HV | Jason Bent         | 8 tháng 3, 1977 (16 tuổi)   |         | Malton Bullets      |
| 7  | TV | Jeff Clarke        | 18 tháng 10, 1977 (15 tuổi) |         | Metro Ford          |
| 8  | HV | Nevio Pizzolitto   | 26 tháng 8, 1976 (16 tuổi)  |         | Sporting Patriots   |
| 9  | TV | David Diplacido    | 18 tháng 5, 1977 (16 tuổi)  |         | Scarborough         |
| 10 | HV | Alvin Clyne        | 19 tháng 8, 1976 (17 tuổi)  |         | Hamilton Sparta     |
| 11 | TĐ | Paul Stalteri C    | 18 tháng 10, 1977 (15 tuổi) |         | Malton Bullets      |
| 12 | TĐ | Agostino Vaglica   | 22 tháng 4, 1977 (16 tuổi)  |         | Malton Bullets      |
| 13 | TĐ | Chris Stathopoulos | 29 tháng 12, 1977 (15 tuổi) |         | Laval               |
| 14 | TV | Christian Salina   | 12 tháng 8, 1976 (17 tuổi)  |         | Metro Ford          |
| 15 | TV | Dominic Willock    | 17 tháng 9, 1976 (16 tuổi)  |         | Glenshield          |
| 16 | TV | Jim Brennan        | 8 tháng 5, 1977 (16 tuổi)   |         | Woodbridge Strikers |
| 17 | TV | Robbie Aristodemo  | 20 tháng 5, 1977 (16 tuổi)  |         | Malton Bullets      |
| 18 | TM | Steve London       | 3 tháng 8, 1976 (17 tuổi)   |         | North Shore         |

### Nigeria
Huấn luyện viên:  Fanny Ikhayere Amun
| Số | Vt | Cầu thủ            | Ngày sinh (tuổi)            | Số trận | Câu lạc bộ           |
| -- | -- | ------------------ | --------------------------- | ------- | -------------------- |
| 1  | TM | Emmanuel Babayaro  | 26 tháng 12, 1976 (16 tuổi) |         | Plateau United       |
| 2  | HV | Patrick Oparaku    | 1 tháng 12, 1976 (16 tuổi)  |         | Iwuanyanwu Nationale |
| 3  | HV | Celestine Babayaro | 29 tháng 8, 1978 (14 tuổi)  |         | Stationery Stores    |
| 4  | TV | Pascal Ojigwe      | 11 tháng 12, 1976 (16 tuổi) |         | Enyimba              |
| 5  | HV | Charles Okenedo    | 10 tháng 2, 1977 (16 tuổi)  |         | Bendel Insurance     |
| 6  | HV | Blessing Anyanwu   | 22 tháng 11, 1976 (16 tuổi) |         | Enyimba              |
| 7  | TĐ | Manga Mohammed     | 30 tháng 3, 1977 (16 tuổi)  |         | VIP                  |
| 8  | TĐ | Nwankwo Kanu C     | 1 tháng 8, 1976 (17 tuổi)   |         | Iwuanyanwu Nationale |
| 9  | TĐ | Festus Odini       | 28 tháng 12, 1976 (16 tuổi) |         | VIP                  |
| 10 | TV | Wilson Oruma       | 30 tháng 12, 1976 (16 tuổi) |         | Bendel Insurance     |
| 11 | TĐ | Sambo Choji        | 13 tháng 3, 1977 (16 tuổi)  |         | Greater Tomorrow     |
| 12 | TM | Emmanuel Okhenoboh | 13 tháng 11, 1976 (16 tuổi) |         | Greater Tomorrow     |
| 13 | TĐ | Ibrahim Babangida  | 1 tháng 8, 1976 (17 tuổi)   |         | Stationery Stores    |
| 14 | TV | Festus Okougha     | 25 tháng 4, 1977 (16 tuổi)  |         | Bendel Insurance     |
| 15 | HV | Eloka Asokuh       | 29 tháng 11, 1976 (16 tuổi) |         | Enyimba              |
| 16 | HV | Abiodun Ogbebor    | 12 tháng 12, 1976 (16 tuổi) |         | VIP                  |
| 17 | TĐ | Peter Anosike      | 24 tháng 12, 1976 (16 tuổi) |         | Julius Berger        |
| 18 | TM | Destiny Iyonu      | 3 tháng 11, 1976 (16 tuổi)  |         | VIP                  |

## Bảng C

### Colombia
Huấn luyện viên:  German González García
| Số | Vt | Cầu thủ           | Ngày sinh (tuổi)            | Số trận | Câu lạc bộ             |
| -- | -- | ----------------- | --------------------------- | ------- | ---------------------- |
| 1  | TM | Eduardo Calderon  | 21 tháng 8, 1976 (17 tuổi)  |         | Deportivo Cali         |
| 2  | HV | Luís Oliveros     | 10 tháng 2, 1977 (16 tuổi)  |         | Unión Gemidiana        |
| 3  | HV | Exson Marin       | 22 tháng 2, 1978 (15 tuổi)  |         | Boca Juniors           |
| 4  | HV | José Ocampo       | 26 tháng 3, 1977 (16 tuổi)  |         | Envigado               |
| 5  | HV | Alex Posada       | 6 tháng 3, 1977 (16 tuổi)   |         | Ferroclub              |
| 6  | TV | Jorge Bolaño      | 27 tháng 4, 1977 (16 tuổi)  |         | Atlético Junior        |
| 7  | TĐ | Iber Velasco      | 10 tháng 12, 1976 (16 tuổi) |         | Atlético Nacional      |
| 8  | TV | Luís Vega         | 14 tháng 11, 1976 (16 tuổi) |         | Selección Bello        |
| 9  | TĐ | Mauricio Ossa     | 21 tháng 12, 1976 (16 tuổi) |         | Ferroclub              |
| 10 | TĐ | Ricardo Ciciliano | 23 tháng 9, 1976 (16 tuổi)  |         | Apuesta La Fortuna     |
| 11 | TĐ | Francisco Díaz    | 19 tháng 11, 1976 (16 tuổi) |         | Independiente Santa Fe |
| 12 | TM | Jorge Pérez       | 28 tháng 12, 1976 (16 tuổi) |         | San Lorenzo            |
| 13 | HV | Giribeth Cortes   | 8 tháng 5, 1978 (15 tuổi)   |         | Atlético Bucaramanga   |
| 14 | TV | Juan Madrid       | 28 tháng 10, 1976 (16 tuổi) |         | Atlético Nacional      |
| 15 | TĐ | Jaime Granados    | 10 tháng 8, 1976 (17 tuổi)  |         | América de Cali        |
| 16 | TĐ | John Ortiz        | 10 tháng 4, 1977 (16 tuổi)  |         | Atlético Nacional      |
| 17 | TĐ | León Muñoz        | 21 tháng 2, 1977 (16 tuổi)  |         | Envigado               |
| 18 | HV | Alejandro Rincon  | 3 tháng 2, 1977 (16 tuổi)   |         | Boca Juniors           |

### Qatar
Huấn luyện viên:  Humberto Redes Filho
| Số | Vt | Cầu thủ             | Ngày sinh (tuổi)            | Số trận | Câu lạc bộ |
| -- | -- | ------------------- | --------------------------- | ------- | ---------- |
| 1  | TM | Amiri Ali Mohd      | 18 tháng 8, 1976 (17 tuổi)  |         | Al-Ittihad |
| 2  | HV | Ahmed Ali Al-Binali | 27 tháng 8, 1977 (15 tuổi)  |         | Al-Arabi   |
| 3  | HV | Saad Al-Mohannadi   | 16 tháng 8, 1976 (17 tuổi)  |         | Al-Tawoon  |
| 4  | HV | Bakhit Al-Hamad     | 17 tháng 8, 1976 (17 tuổi)  |         | Qatar SC   |
| 5  | TV | Tariq Abdullah      | 26 tháng 8, 1976 (16 tuổi)  |         | Al-Wakrah  |
| 6  | TĐ | Ahmed Al-Rehaimi    | 22 tháng 10, 1977 (15 tuổi) |         | Qatar SC   |
| 7  | TV | Mohamed Al-Qahtani  | 20 tháng 11, 1976 (16 tuổi) |         | Al-Rayyan  |
| 8  | HV | Samer Al-Rawashda   | 15 tháng 8, 1976 (17 tuổi)  |         | Al-Rayyan  |
| 9  | TĐ | Mohamed Al-Enazi    | 22 tháng 11, 1976 (16 tuổi) |         | Al-Rayyan  |
| 10 | TV | Mohamed Nazer Ali   | 15 tháng 5, 1977 (16 tuổi)  |         | Qatar SC   |
| 11 | TV | Rashid Al-Dosari    | 1 tháng 10, 1976 (16 tuổi)  |         | Al-Arabi   |
| 12 | TĐ | Khalil Jamal        | 5 tháng 8, 1976 (17 tuổi)   |         | Al-Arabi   |
| 13 | HV | Ahmed Al-Khater     | 20 tháng 10, 1976 (16 tuổi) |         | Al-Wakrah  |
| 14 | HV | Mohamed Yahya Ali   | 11 tháng 2, 1977 (16 tuổi)  |         | Al-Arabi   |
| 15 | HV | Abdullah Al-Ishaq   | 7 tháng 12, 1976 (16 tuổi)  |         | Al-Ahli    |
| 16 | TĐ | Hassan Al-Otaibi    | 16 tháng 1, 1977 (16 tuổi)  |         | Al-Rayyan  |
| 17 | TV | Ahmed Jassim        | 7 tháng 12, 1977 (15 tuổi)  |         | Al-Ahli    |
| 18 | TM | Hassan Al-Qubaisi   | 17 tháng 9, 1976 (16 tuổi)  |         | Al-Wakrah  |

### Hoa Kỳ
Huấn luyện viên:  Roy Rees
| Số | Vt | Cầu thủ          | Ngày sinh (tuổi)            | Số trận | Câu lạc bộ        |
| -- | -- | ---------------- | --------------------------- | ------- | ----------------- |
| 1  | TM | Jon Busch        | 18 tháng 8, 1976 (17 tuổi)  |         | Guilderland       |
| 2  | HV | Josh Espinosa    | 26 tháng 10, 1977 (15 tuổi) |         | Dallas Hornets    |
| 3  | HV | Mark Rehklau     | 12 tháng 10, 1976 (16 tuổi) |         | Pacesetter SC     |
| 4  | HV | Carey Talley     | 26 tháng 8, 1976 (16 tuổi)  |         | Memphis FC        |
| 5  | TĐ | Judah Cooks      | 29 tháng 11, 1976 (16 tuổi) |         | Vista SC          |
| 6  | HV | Randi Martinez   | 1 tháng 10, 1976 (16 tuổi)  |         | Whittier SC       |
| 7  | TV | Deryk Shockley   | 6 tháng 8, 1976 (17 tuổi)   |         | Strikers          |
| 8  | TV | Steve Armas      | 3 tháng 2, 1977 (16 tuổi)   |         | Bethesda SC       |
| 9  | TĐ | Pierre Venditti  | 22 tháng 8, 1976 (16 tuổi)  |         | Central SC        |
| 10 | TV | John O'Brien     | 29 tháng 8, 1977 (15 tuổi)  |         | California Flyers |
| 11 | TV | Jorge Flores     | 13 tháng 2, 1977 (16 tuổi)  |         | Cerritos SC       |
| 12 | TĐ | Troy Garner      | 15 tháng 2, 1978 (15 tuổi)  |         | 78 Steamers       |
| 13 | HV | Scott Vermillion | 23 tháng 12, 1976 (16 tuổi) |         | Spirit of 75      |
| 14 | TV | Jason Moore      | 4 tháng 4, 1978 (15 tuổi)   |         | 78 Steamers       |
| 15 | TV | Tony Soto        | 1 tháng 10, 1976 (16 tuổi)  |         | Inter 76          |
| 16 | TV | Andriy Shapowal  | 5 tháng 8, 1976 (17 tuổi)   |         | E/W Ambassadors   |
| 17 | TĐ | Keith McDaniel   | 7 tháng 3, 1977 (16 tuổi)   |         | Texans            |
| 18 | TM | Andy Kirk        | 3 tháng 10, 1977 (15 tuổi)  |         | Mequon SC         |

### RCS(Representation ofCzechs&Slovaks)
Huấn luyện viên:  Józef Krejča
| Số | Vt | Cầu thủ             | Ngày sinh (tuổi)            | Số trận | Câu lạc bộ            |
| -- | -- | ------------------- | --------------------------- | ------- | --------------------- |
| 1  | TM | Jakub Kafka         | 16 tháng 10, 1976 (16 tuổi) |         | Baník Ostrava         |
| 2  | TV | Józef Kotula        | 20 tháng 9, 1976 (16 tuổi)  |         | FC Nitra              |
| 3  | HV | Richard Spanik      | 24 tháng 8, 1976 (16 tuổi)  |         | FC Nitra              |
| 4  | HV | Miroslav Rada       | 6 tháng 8, 1976 (17 tuổi)   |         | Sparta Prague         |
| 5  | HV | Marián Ďatko        | 18 tháng 6, 1977 (16 tuổi)  |         | FC Nitra              |
| 6  | TV | Miroslav Vápeník    | 25 tháng 8, 1976 (16 tuổi)  |         | Sparta Prague         |
| 7  | TV | Karol Kisel         | 15 tháng 3, 1977 (16 tuổi)  |         | Lokomotíva Košice     |
| 8  | TV | Libor Sionko        | 1 tháng 2, 1977 (16 tuổi)   |         | Baník Ostrava         |
| 9  | TĐ | Robert Hanko        | 28 tháng 12, 1976 (16 tuổi) |         | Slovan Bratislava     |
| 10 | TĐ | Petr Ruman          | 2 tháng 11, 1976 (16 tuổi)  |         | Baník Ostrava         |
| 11 | TĐ | Jiří Kopúnek        | 22 tháng 8, 1976 (16 tuổi)  |         | Brno                  |
| 12 | HV | Robert Padych       | 19 tháng 8, 1976 (17 tuổi)  |         | Dukla Banská Bystrica |
| 13 | TV | Zoltán Novota       | 23 tháng 12, 1976 (16 tuổi) |         | Dunajská Streda       |
| 14 | TV | Jiří Šanda          | 18 tháng 5, 1977 (16 tuổi)  |         | Viktoria Plzeň        |
| 15 | HV | Marek Jankulovski C | 9 tháng 5, 1977 (16 tuổi)   |         | Baník Ostrava         |
| 16 |    |                     |                             |         |                       |
| 17 | TV | Vladimir Helbich    | 14 tháng 9, 1976 (16 tuổi)  |         | Dukla Banská Bystrica |
| 18 | TM | Radim Straka        | 7 tháng 9, 1976 (16 tuổi)   |         | Mladá Boleslav        |

- Only 17 players in RCS squad.

## Bảng D

### Chile
Huấn luyện viên:  Leonardo Véliz
| Số | Vt | Cầu thủ            | Ngày sinh (tuổi)            | Số trận | Câu lạc bộ           |
| -- | -- | ------------------ | --------------------------- | ------- | -------------------- |
| 1  | TM | Ariel Salas        | 9 tháng 10, 1976 (16 tuổi)  |         | Colo-Colo            |
| 2  | TV | Silvio Rojas       | 21 tháng 9, 1977 (15 tuổi)  |         | Universidad Católica |
| 3  | HV | Marco Muñoz        | 27 tháng 9, 1976 (16 tuổi)  |         | Colo-Colo            |
| 4  | HV | Nelson Garrido     | 12 tháng 2, 1977 (16 tuổi)  |         | Universidad Católica |
| 5  | HV | Gustavo Valenzuela | 5 tháng 4, 1977 (16 tuổi)   |         | O'Higgins            |
| 6  | HV | Dion Valle         | 22 tháng 7, 1977 (16 tuổi)  |         | Colo-Colo            |
| 7  | HV | Esteban Mancilla   | 30 tháng 9, 1976 (16 tuổi)  |         | Colo-Colo            |
| 8  | TV | René Martínez      | 11 tháng 8, 1976 (17 tuổi)  |         | Universidad de Chile |
| 9  | TV | Alejandro Osorio   | 24 tháng 9, 1976 (16 tuổi)  |         | O'Higgins            |
| 10 | TV | Frank Lobos        | 25 tháng 9, 1976 (16 tuổi)  |         | Colo-Colo            |
| 11 | TĐ | Sebastián Rozental | 1 tháng 9, 1976 (16 tuổi)   |         | Universidad Católica |
| 12 | TM | Carlos Torres      | 23 tháng 7, 1977 (16 tuổi)  |         | Universidad Católica |
| 13 | TV | Héctor Tapia       | 30 tháng 9, 1977 (15 tuổi)  |         | Colo-Colo            |
| 14 | TV | Pablo Herceg       | 19 tháng 1, 1977 (16 tuổi)  |         | Universidad Católica |
| 15 | TĐ | Patricio Galaz     | 31 tháng 12, 1976 (16 tuổi) |         | Universidad Católica |
| 16 | TĐ | Mauricio Rojas     | 1 tháng 8, 1976 (17 tuổi)   |         | Coquimbo Unido       |
| 17 | TĐ | Manuel Neira       | 12 tháng 10, 1977 (15 tuổi) |         | Colo-Colo            |
| 18 | HV | Dante Poli         | 16 tháng 8, 1976 (17 tuổi)  |         | Universidad Católica |

### Trung Quốc
Huấn luyện viên:  Zhicheng Zhang
| Số | Vt | Cầu thủ         | Ngày sinh (tuổi)            | Số trận | Câu lạc bộ |
| -- | -- | --------------- | --------------------------- | ------- | ---------- |
| 1  | TM | Zhang Pengsheng | 14 tháng 9, 1976 (16 tuổi)  |         | Shandong   |
| 2  | HV | Li Bin          | 8 tháng 10, 1976 (16 tuổi)  |         | Shandong   |
| 3  | HV | Yu Yuanwei      | 26 tháng 9, 1976 (16 tuổi)  |         | Shandong   |
| 4  | HV | Liu Yibing      | 9 tháng 11, 1976 (16 tuổi)  |         | Army       |
| 5  | HV | Li Ming         | 29 tháng 8, 1976 (16 tuổi)  |         | Shandong   |
| 6  | TV | Li Xiaopeng     | 5 tháng 11, 1976 (16 tuổi)  |         | Shandong   |
| 7  | TV | Yu Genwei       | 19 tháng 8, 1976 (17 tuổi)  |         | Tianjin    |
| 8  | TV | Pang Li         | 8 tháng 12, 1976 (16 tuổi)  |         | Liaoning   |
| 9  | TĐ | Pei Jin         | 2 tháng 11, 1976 (16 tuổi)  |         | Tianjin    |
| 10 | TĐ | Gao Fulin       | 21 tháng 12, 1976 (16 tuổi) |         | Yunnan     |
| 11 | TĐ | Yao Xia         | 28 tháng 9, 1976 (16 tuổi)  |         | Sichuan    |
| 12 |    |                 |                             |         |            |
| 13 | TV | Song Yuming     | 30 tháng 8, 1976 (16 tuổi)  |         | Shandong   |
| 14 | TV | Qu Shengqing    | 8 tháng 9, 1976 (16 tuổi)   |         | Liaoning   |
| 15 | HV | Xiao Zhanbo     | 22 tháng 7, 1975 (18 tuổi)  |         | Liaoning   |
| 16 | TĐ | Liu Yue         | 1 tháng 9, 1976 (16 tuổi)   |         | Shandong   |
| 17 | TV | Song Lihui      | 12 tháng 8, 1976 (17 tuổi)  |         | Liaoning   |
| 18 | TM | Zhao Dali       | 8 tháng 8, 1976 (17 tuổi)   |         | Army       |

- Only 17 players in China squad.

### Tunisia
Huấn luyện viên:  Jameleddine Abassi
| Số | Vt | Cầu thủ            | Ngày sinh (tuổi)            | Số trận | Câu lạc bộ       |
| -- | -- | ------------------ | --------------------------- | ------- | ---------------- |
| 1  | TM | Khaled Azaïez      | 30 tháng 10, 1976 (16 tuổi) |         | Club Africain    |
| 2  | HV | Hamdi Marzouki     | 23 tháng 1, 1977 (16 tuổi)  |         | Club Africain    |
| 3  | HV | Mehdi Znaidi       | 25 tháng 8, 1976 (16 tuổi)  |         | CO Transports    |
| 4  | HV | Tarek Ben Chrouda  | 13 tháng 10, 1976 (16 tuổi) |         | AS Marsa         |
| 5  | HV | Nabil Aouadi       | 2 tháng 9, 1976 (16 tuổi)   |         | Club Africain    |
| 6  | HV | Riadh Ben Salem    | 16 tháng 1, 1977 (16 tuổi)  |         | Megrine Sport    |
| 7  | TV | Kamel Saada        | 28 tháng 4, 1977 (16 tuổi)  |         | Olympique du Kef |
| 8  | TV | Tarek Lahdhiri     | 3 tháng 8, 1976 (17 tuổi)   |         | Espérance        |
| 9  | TĐ | Mohamed El Echi    | 12 tháng 1, 1978 (15 tuổi)  |         | AS Marsa         |
| 10 | TV | Wajdi Ben Ahmed    | 28 tháng 9, 1976 (16 tuổi)  |         | FSK Gafsa        |
| 11 | TĐ | Fayzal Arouri      | 7 tháng 8, 1976 (17 tuổi)   |         | Espérance        |
| 12 | HV | Nejib Jouini       | 12 tháng 9, 1976 (16 tuổi)  |         | CO Transports    |
| 13 | TV | Walid Ghribi       | 3 tháng 8, 1976 (17 tuổi)   |         | CS Sfaxien       |
| 14 |    |                    |                             |         |                  |
| 15 | TV | Badreddine El Ouni | 12 tháng 2, 1977 (16 tuổi)  |         | Espérance        |
| 16 | TM | Khaled Fadhel      | 29 tháng 9, 1976 (16 tuổi)  |         | Club Africain    |
| 17 | TV | Moussa Wissem      | 25 tháng 8, 1976 (16 tuổi)  |         | Étoile du Sahel  |
| 18 | TV | Bader Ben Ghalia   | 24 tháng 1, 1977 (16 tuổi)  |         | Espérance        |

- Only 17 players in Tunisia squad.

### Ba Lan
Huấn luyện viên:  Andrzej Zamilski
| Số | Vt | Cầu thủ             | Ngày sinh (tuổi)            | Số trận | Câu lạc bộ                 |
| -- | -- | ------------------- | --------------------------- | ------- | -------------------------- |
| 1  | TM | Andrzej Bledzewski  | 2 tháng 7, 1977 (16 tuổi)   |         | Bałtyk Gdynia              |
| 2  | HV | Mirosław Szymkowiak | 12 tháng 11, 1976 (16 tuổi) |         | Olimpia Poznań             |
| 3  | HV | Mariusz Kukiełka    | 7 tháng 11, 1976 (16 tuổi)  |         | Siarka Tarnobrzeg          |
| 4  | HV | Marcin Drajer       | 21 tháng 8, 1976 (17 tuổi)  |         | Lech Poznań                |
| 5  | HV | Marcin Thiede       | 13 tháng 9, 1976 (16 tuổi)  |         | Zawisza Bydgoszcz          |
| 6  | TV | Jacek Magiera       | 1 tháng 1, 1977 (16 tuổi)   |         | Raków Częstochowa          |
| 7  | TV | Marek Kowalczyk     | 17 tháng 1, 1977 (16 tuổi)  |         | Włókniarz Wrocław          |
| 8  | TV | Marcin Szulik       | 10 tháng 1, 1977 (16 tuổi)  |         | Dozamet Nowa Sól           |
| 9  | TV | Wojciech Rajtar     | 18 tháng 9, 1976 (16 tuổi)  |         | Hutnik Kraków              |
| 10 | TV | Maciej Terlecki     | 9 tháng 3, 1977 (16 tuổi)   |         | Polonia Warsaw             |
| 11 | TĐ | Artur Andruszczak   | 11 tháng 6, 1977 (16 tuổi)  |         | Stilon Gorzów Wielkopolski |
| 12 | TM | Sylwester Janowski  | 8 tháng 12, 1976 (16 tuổi)  |         | Siarka Tarnobrzeg          |
| 13 | TĐ | Piotr Bielak        | 4 tháng 9, 1976 (16 tuổi)   |         | Lublinianka Lublin         |
| 14 | HV | Artur Wyczałkowski  | 21 tháng 8, 1976 (17 tuổi)  |         | Petrochemia Płock          |
| 15 | TV | Arkadiusz Radomski  | 27 tháng 6, 1977 (16 tuổi)  |         | Lech Poznań                |
| 16 | TĐ | Tomasz Kosztowniak  | 13 tháng 1, 1977 (16 tuổi)  |         | Śląsk Wrocław              |
| 17 | TĐ | Piotr Orliński      | 22 tháng 9, 1976 (16 tuổi)  |         | Sarmata Warsaw             |
| 18 | TĐ | Artur Wichniarek    | 28 tháng 2, 1977 (16 tuổi)  |         | Lech Poznań                |